# Bonsall, Kalifornien
Bonsall är en ort i San Diego County i delstaten Kalifornien, USA.